# Sega Card
Sega Card var ett lagringsmedia i form av minneskort för spel till Segas Master System. Korten utvecklades av Mitsubishi Plastics.

## Historia
Fördelen med att använda minneskort över de mer vanliga spelkassetterna var i första hand lägre produktionskostnader. Nackdelen var betydligt lägre lagrinskapacitet: 32 kilobyte. Totalt släpptes bara ett dussintal spel på formatet av Sega innan de helt gick över till spelkassetter. När Sega släppte sin reviderade modell av Master System, Sega Master System II, tog de bort stödet för Sega Card.

I Japan kallades de för MyCard och kunde även användas till bland annat SG-1000.
Ett liknande format, kallat HuCard, användes av NEC till PC Engine.